# Bonomi B.S. 19 Alca
L'Alca era un motoveleggiatore di elevate caratteristiche, monoposto ad ala a sbalzo prodotto dall'azienda italiana Aeronautica Bonomi negli anni trenta.
L'aliante era dotato di un motore anteriore della potenza da 20 a 25 CV.

## Tecnica

### Cellula
La fusoliera, ricoperta di legno compensato, era anteriormente a sezione esagonale e in coda diveniva a forma di cuore. 

Il motore era posto anteriormente e, poco dietro, i serbatoi mentre il posto di pilotaggio (aperto) era fra le ali.
Il posto di pilotaggio, superiormente aperto, era racchiuso in una carenatura della fusoliera.
Per il decollo era dotato di un carrello, sollevabile a comando dal pilota, mentre l'atterraggio avveniva sempre su un pattino centrale.

### Superfici alari
Era caratterizzato da ali di elevato spessore, fortemente rastremate in pianta e in spessore, a due longheroni a scatola, realizzate in tre pezzi: un troncone centrale (facente corpo unico con la fusoliera) e due pezzi laterali facilmente smontabili.